# Ouveillan
Ouveillan – miejscowość i gmina we Francji, w regionie Oksytania, w departamencie Aude.
Według danych na rok 1990 gminę zamieszkiwały 1882 osoby, a gęstość zaludnienia wynosiła 63 osoby/km² (wśród 1545 gmin Langwedocji-Roussillon Ouveillan plasuje się na 204. miejscu pod względem liczby ludności, natomiast pod względem powierzchni na miejscu 191.).

## Zabytki
Zabytki w miejscowości posiadające status Monument historique:
- zamek Terral (Château du Terral)
- kościół Saint-Jean-l'Évangéliste (Église Saint-Jean-l'Évangéliste)
- stajnia Fontcalvy (Grange de Fontcalvy)